# روبرت وارن تاكر
روبرت وارن تاكر (بالإنجليزية: Robert Warren Tucker) هو عالم سياسة أمريكي، ولد في 25 أغسطس 1924.

## وصلات خارجية
- روبرت وارن تاكر على موقع إن إن دي بي (الإنجليزية)